# Ascuris Planum
L'Ascuris Planum è una struttura geologica della superficie di Marte.